# Ra (Eloy)
Ra è un album discografico  del gruppo tedesco Eloy, pubblicato nel 1988 dall'etichetta discografica EMI.

## Tracce
1. Voyager of the Future Race – 5:30
2. Sensations – 4:28
3. Dreams – 8:09
4. Invasion of a Megaforce – 7:49
5. Rainbow – 5:23
6. Hero – 6:53

## Formazione
- Frank Bornemann - voce, chitarra
- Hannes Arkona - tastiera
- Michael Gerlach - tastiera
- Klaus-Peter Matziol - basso
- Fritz Randow - batteria